# Arnold Zeiß
Arnold Georg Zeiß, auch Arnold Zeiss (* 23. Oktober 1928 in München; † 12. April 2020), war ein deutscher Geologe und Paläontologe.
Arnold Zeiß studierte in München mit dem Diplom in Geologie 1956. Im selben Jahr wurde er zum Dr. rer. nat. promoviert. Danach war er Assistent an der Universität Erlangen-Nürnberg. 1967 habilitierte er sich und wurde dort Privatdozent und 1974 außerordentlicher Professor für Paläontologie. Er war auswärtiges Mitglied der Polnischen Akademie der Wissenschaften.
Er veröffentlichte einen geologischen Führer zum Nördlinger Ries und zur Paläontologie des fränkischen Jura (Ammoniten).
Zeiß wohnte im mittelfränkischen Uttenreuth.

## Schriften (Auswahl)
- mit Hellmut Haunschild und Josef Theodor Groiss: Das Ries und sein Vorland. Borntraeger, Sammlung Geologischer Führer, 2000.